# Championnat d'Afrique masculin de basket-ball 1965
Navigation
Maroc 1964 Maroc 1968
Le championnat d'Afrique masculin de basket-ball 1965 est la troisième édition du championnat d'Afrique des nations. Elle se déroule du 28 mars au 2 avril 1965 à Tunis en Tunisie. Le Maroc remporte son premier titre.

## Classement final
| Position | Équipe  | Bilan |
| -------- | ------- | ----- |
| 1        | Maroc   | 4v-0d |
| 2        | Tunisie | 2v-2d |
| 3        | Algérie | 2v-2d |
| 4        | Sénégal | 1v-3d |
| 5        | Libye   | 1v-3d |